# Аморейра-да-Гандара
Аморейра-да-Гандара (порт. Amoreira da Gândara)  —  район (фрегезия) в Португалии,  входит в округ Авейру. Является составной частью муниципалитета  Анадия. Находится в составе крупной городской агломерации Большое Авейру. По старому административному делению входил в провинцию Бейра-Литорал. Входит в экономико-статистический  субрегион Байшу-Воуга, который входит в Центральный регион. Население составляет 1379 человек. Занимает площадь 8,56 км².